# You & I (álbum de The Pierces)
You & I é o quarto álbum de estúdio do The Pierces. O álbum foi lançado em 30 de Maio de 2011, no Reino Unido, tendo sido produzido pelo baixista do Coldplay, Guy Berryman, e Rik Simpson. Em 5 de junho de 2011, entrou na quarta posição no UK Albums Chart.

## Tracklist
1. You'll Be Mine
2. It Will Not Be Forgotten
3. Love You More
4. We Are Stars
5. Glorious
6. The Good Samaritan
7. Kissing You Goodbye
8. Close My Eyes
9. Space + Time
10. Drag You Down
11. Put Your Records On

## Singles
- You'll Be Mine foi o primeiro single do álbum, foi lançado em 6 de março de 2011 e chegou á posição 46ª no UK Singles Chart. Foi escrita por Catherine Pierce
- Glorious foi o segundo single do álbum, foi lançado em 10 de abril de 2011 e chegou á posição 102ª no UK Singles Chart. Ele foi originalmente escrito, gravado e lançado pela NY músico James Levy.
- It Will Not Be Forgotten foi o terceiro single do albúm, foi lançando em 8 de agosto de 2011. Foi escrita por Alisson Pierce
- Kissing You Goodbye foi o quarto single do albúm, foi lançado em 23 de Outubro de 2011. Foi escrita por Catherine Pierce

e Alisson Pierce
- Um video musical para a música " Put Your Records On" foi lançando em 5 de Março de 2012. O video mostra a dupla perambulando por um cemitério. A música foi escrita por Alisson Pierce.